# Фонтанка (пароход, 1845)
«Фонтанка» — колёсный пароход Балтийского флота Российской империи.

## Описание парохода
Длина парохода составляла 30,48 метра, ширина — 3,66 метра, осадка — 2,14 метра. На пароходе была установлена паровая машина мощностью 30 номинальных л. с. и 2 бортовых гребных колеса.

## История службы
Пароход был построен на Мутальском заводе в Швеции в 1844—1845 годах для нужд Балтийского флота России. Строительство вёл корабельный мастер капитан Карлсунд.
С 29 апреля (11 мая) по 16 (28) ноября 1855 года под командованием Д. С. Арсеньева совершал плавания между Санкт-Петербургом, Кронштадтом, Ораниенбаумом и Петергофом. 
В 1868 году пароход «Фонтанка» был продан.